# Dr. Josef Steiner Krebsforschungspreis
Der Dr. Josef Steiner Krebsforschungspreis ist ein Schweizer Wissenschaftspreis auf dem Gebiet der Krebsforschung, der seit 1986 von der Dr. Josef Steiner Krebsstiftung mit Sitz in Bern vergeben wird.
Laut Satzung der Stiftung hat der Preis das Ziel, «hervorragende Krebsforschung, die im biologischen, grundlagenmedizinischen, klinisch-diagnostischen oder therapeutischen Bereich geleistet wird, auszuzeichnen». Der Preis ist mit einem persönlichen Preisgeld in Höhe von 50'000 Schweizer Franken ausgezeichnet. Ausserdem wird ein Krebsforschungsprojekt des jeweiligen Preisträgers über einen Zeitraum von vier Jahren mit bis zu 1'000'000 Schweizer Franken gefördert (Stand 2016). Zuletzt wurde der Preis etwa alle zwei Jahre vergeben.

## Josef Steiner
Nach den Angaben der Stiftung ist über den Stifter wenig bekannt.
Josef Maria Steiner (* 9. September 1889 in Alpthal bei Einsiedeln; † 22. September 1983 in Biel) war ein Schweizer Apotheker. Er besuchte von 1907 bis 1911 das Kantonale Lehrerseminar in Schwyz und erwarb das Primarlehrerpatent. Steiner war Soldat und wurde 1913 zum Leutnant der Infanterie brevetiert. Während des Ersten Weltkriegs diente er in verschiedenen Einheiten im Jura und Tessin. 1919 holte er die Maturität nach und begann an der Universität Genf ein Studium der Pharmazie. 1923 erwarb Steiner das eidgenössische Diplom als Apotheker und promovierte im gleichen Jahr mit der Arbeit «Etude sur les levures actives des vins valaisans» zum Dr. phil. nat. 1931 eröffnete Steiner an der Bahnhofstrasse in Biel die Dr. Steiner Apotheke und Bahnhofdrogerie, die er 52 Jahre – bis in sein 94. Lebensjahr – lang betrieb. Steiner lebte bescheiden. In seinem Testament legte er fest, dass aus seiner Hinterlassenschaft ein Preis für Krebsforschung gestiftet werden soll.

## Preisträger
- 1986 Peter A. Cerutti
- 1987 Rainer F. Storb, C. Dean Buckner
- 1988 Mariano Barbacid, Thomas Graf, Hartmut Beug
- 1989 Isaiah J. Fidler, Lance A. Liotta
- 1990 Thierry Boon, Ronald Levy
- 1991 Victor Ling
- 1992 Bernard Fisher, Gianni Bonadonna
- 1993 David P. Lane, Arnold J. Levine
- 1994 Moses Judah Folkman
- 1995 Herbert Michael Pinedo (Main Award), Hans Acha-Orbea (Young Investigator Award)
- 1996 Paul Nurse (Main Award), Gerard I. Evan (Young Investigator Award)
- 1998 Andreas Strasser
- 2001 Wilhelm Krek
- 2003 Maria Blasco, Michael Hengartner
- 2007 Reuven Agami
- 2009 Manel Esteller
- 2011 Christoph Klein, Eduardo Moreno
- 2013 Joan Seoane, Eduard Batlle
- 2015 Andrea Alimonti
- 2017 Jacco van Rheenen
- 2019 Serena Nik-Zainal
- 2021 Andrea Ablasser
- 2023 Inigo Martincorena